# Rio Chidea
O Rio Chidea é um rio da Romênia, afluente do Borşa, localizado no distrito de Cluj.